# Aus
Aus – miasto w Namibii w prowincji ǁKaras, położone 125 km na wschód od miasta Lüderitz na Pustyni Namib. Za czasów kolonialnych stacjonowała tu niemiecka baza Schutztruppe.

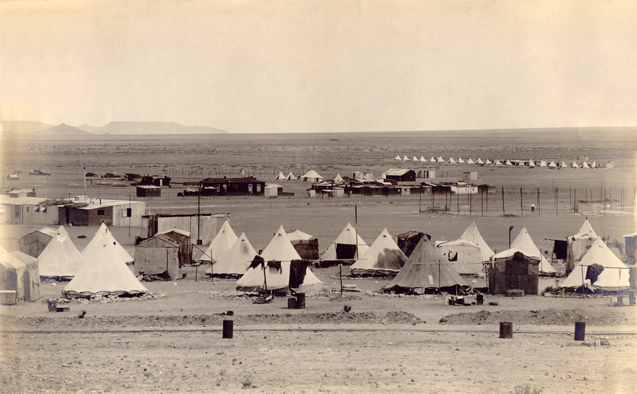
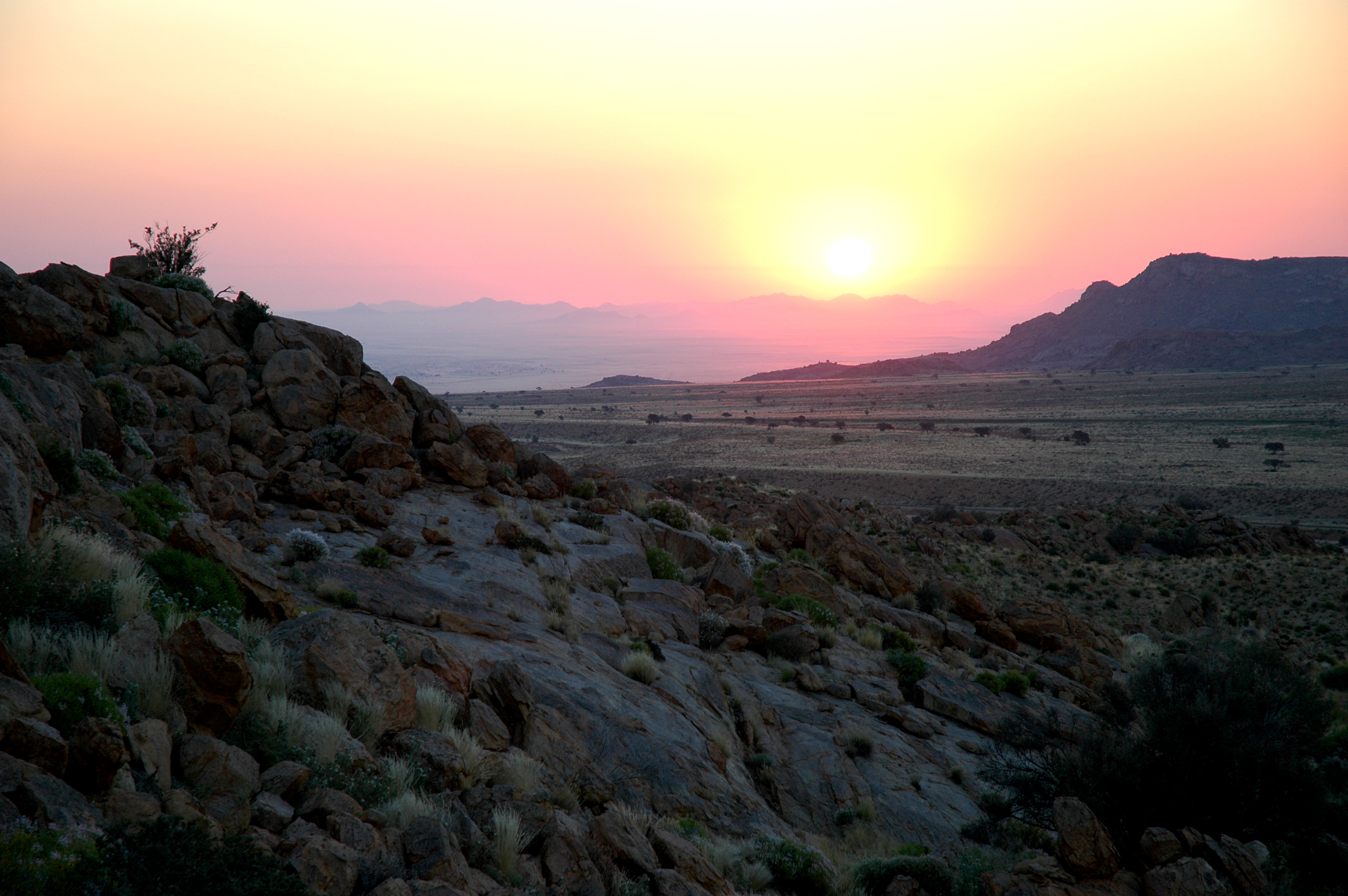
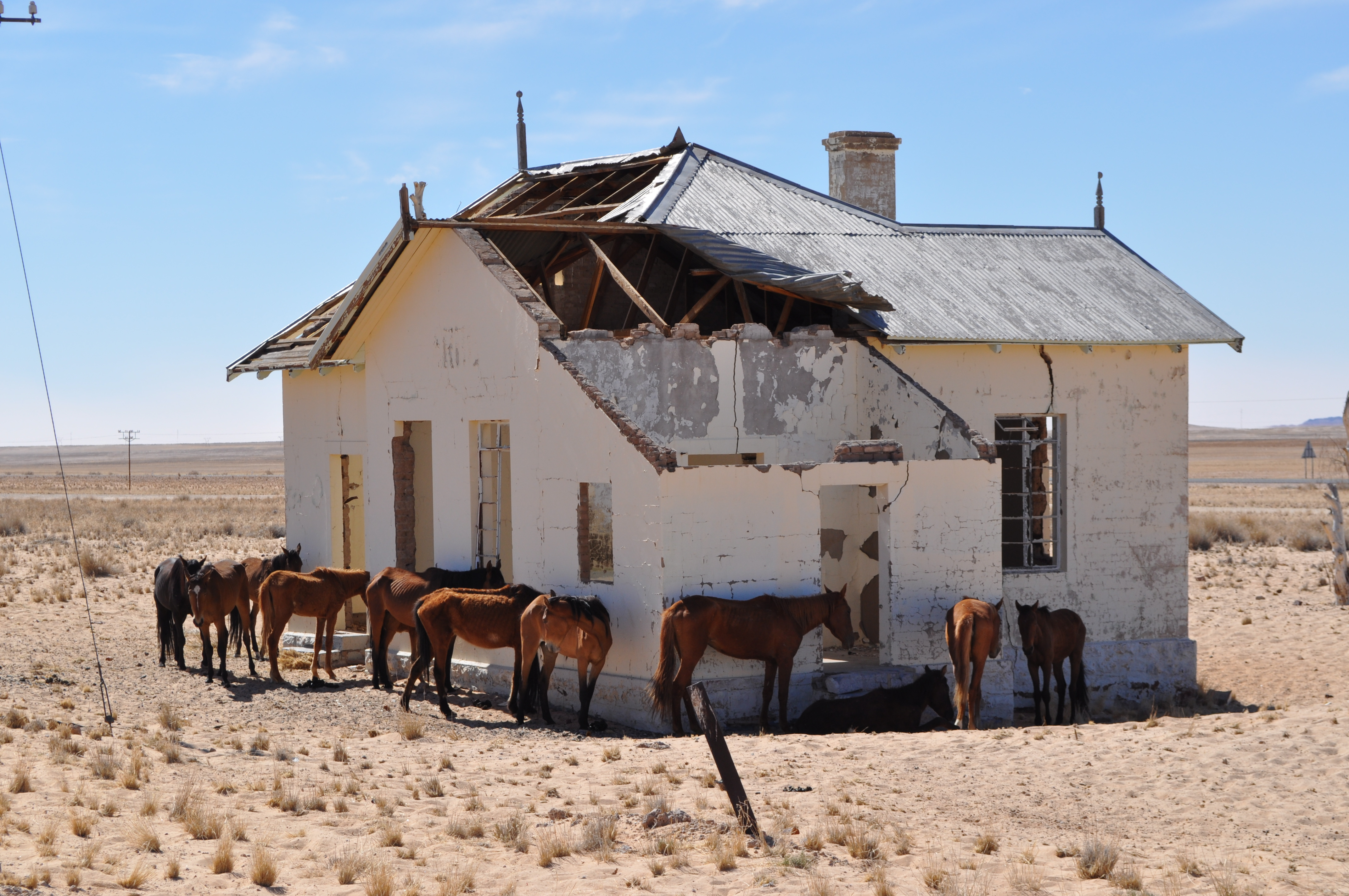
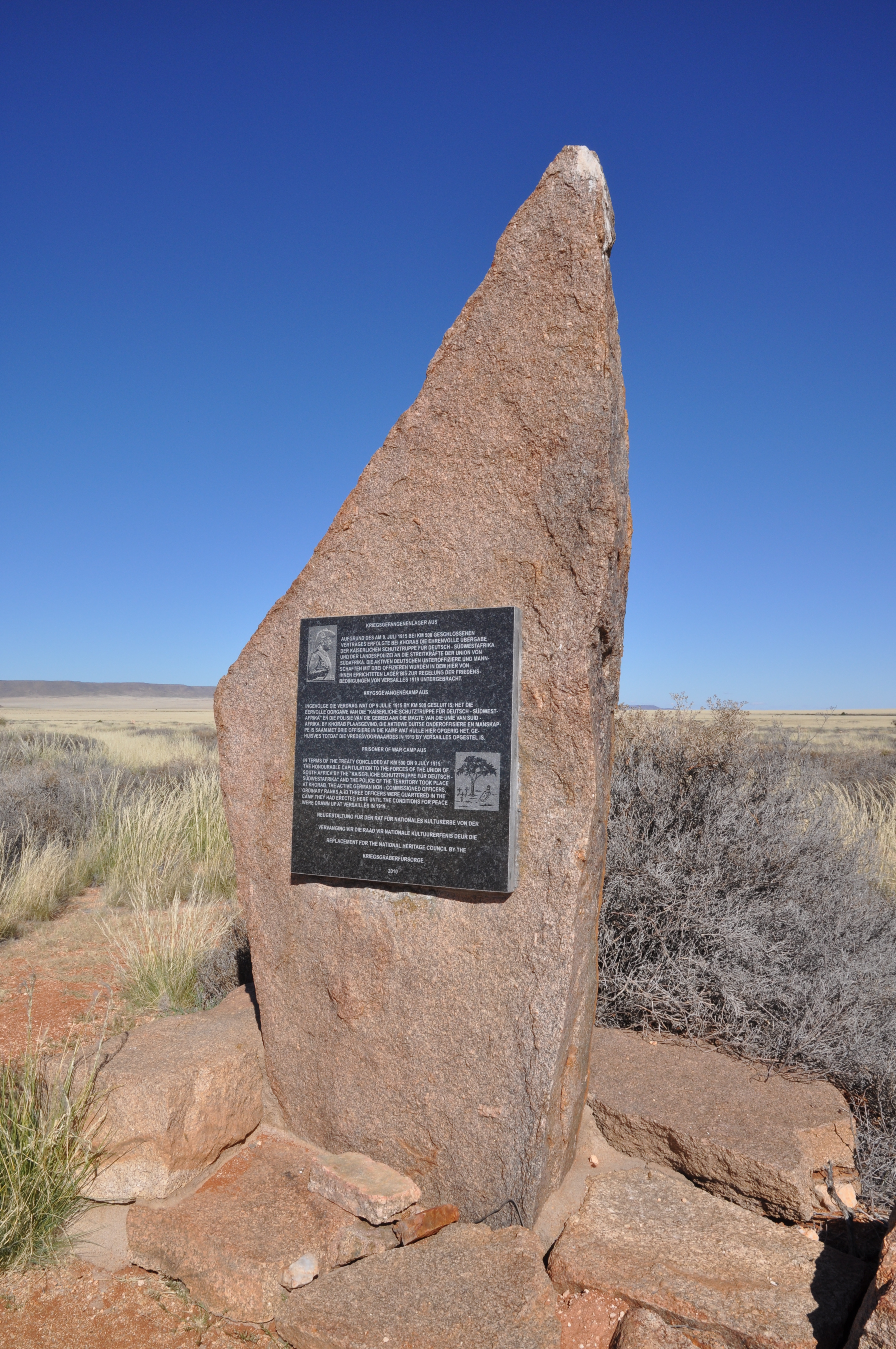
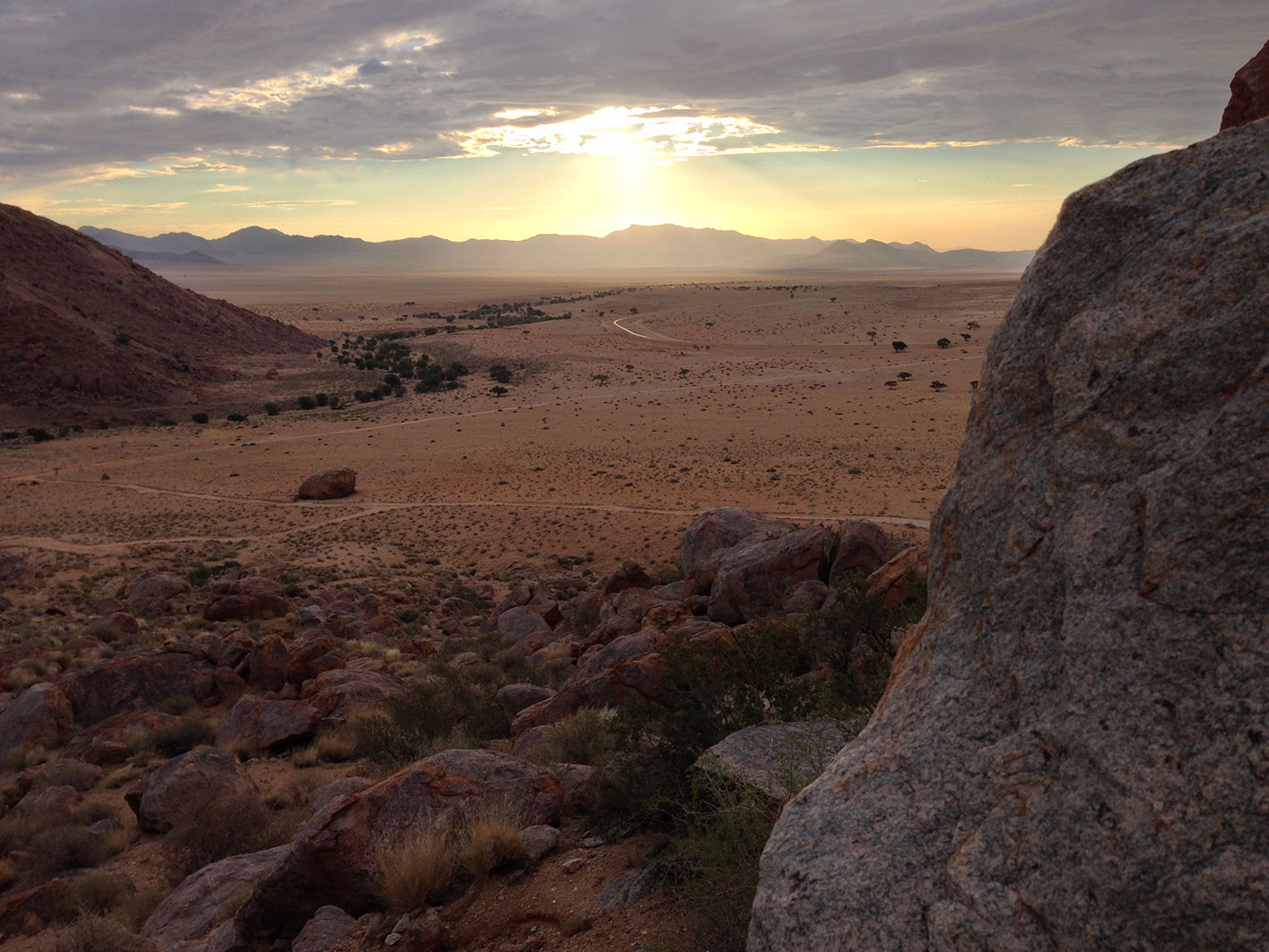
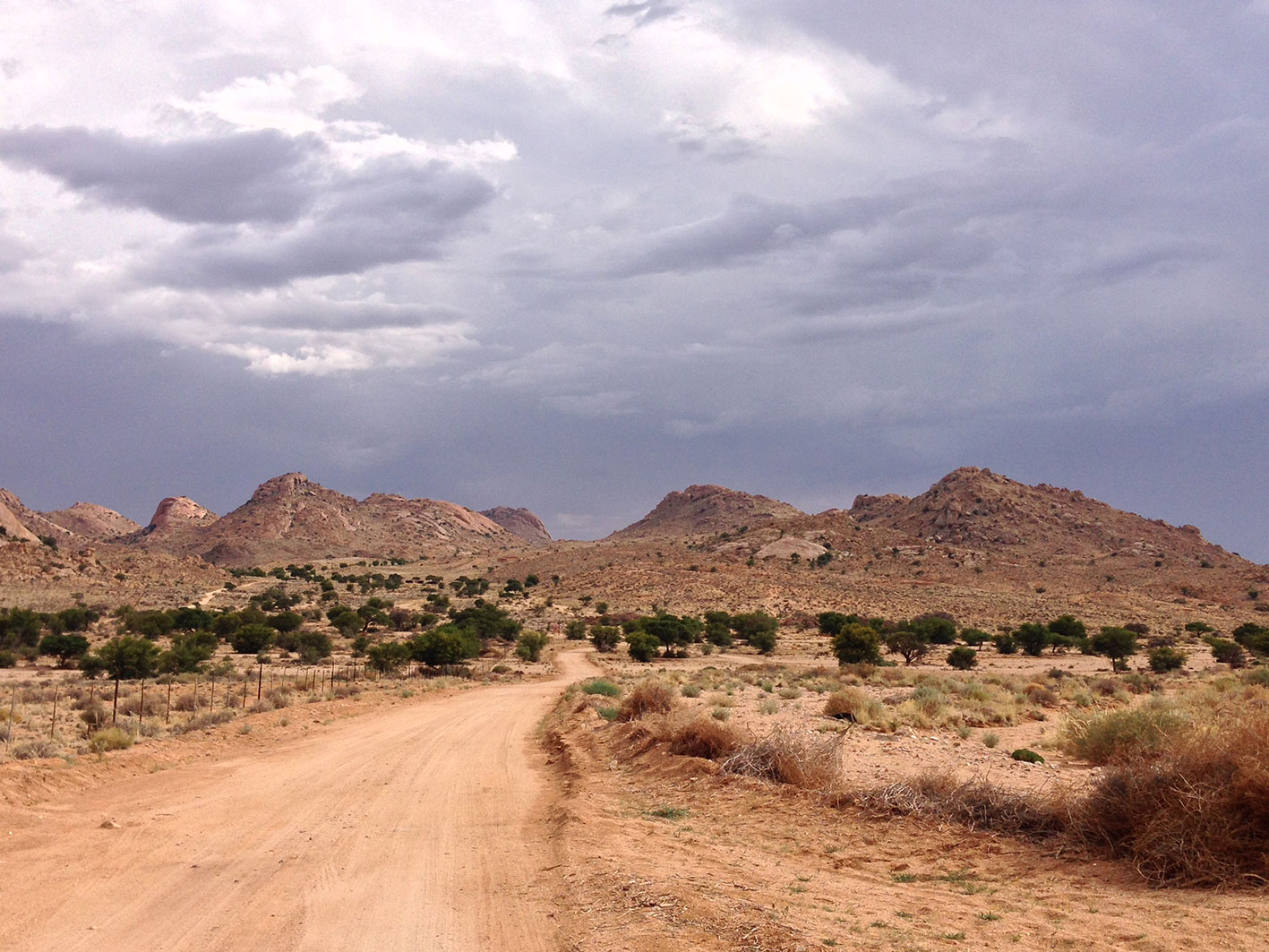